# Spicata pacifica
Spicata pacifica är en loppart som först beskrevs av Hubbard 1943.  Spicata pacifica ingår i släktet Spicata och familjen fågelloppor. Inga underarter finns listade i Catalogue of Life.